# Джиразоле
Джиразоле (італ. Girasole, сард. Gelisuli) — муніципалітет в Італії, у регіоні Сардинія,  провінція Ольястра.
Джиразоле розташоване на відстані близько 320 км на південний захід від Рима, 95 км на північний схід від Кальярі, 3 км на північний схід від Тортолі, 13 км на північний схід від Ланузеі.
Населення — 1274 особи (2014).
Покровитель — Sant'Antioco.

## Демографія
Населення за роками:

Станом на 1 січня 2023 року в муніципалітеті офіційно проживали 22 іноземці з 12 країн, серед них 8 громадян країн Євросоюзу та 2 громадяни України.

## Сусідні муніципалітети
- Лотцораї
- Тортолі
- Віллагранде-Стризаїлі